# Старотимошкино (смт)
Старотимошкино (рос. Старотимошкино) — робітниче селище в Бариському районі Ульяновської області Російської Федерації.
Населення становить 3323 особи. Входить до складу муніципального утворення Старотимошкінське міське поселення.

## Історія
Від 2004 року входить до складу муніципального утворення Старотимошкінське міське поселення.

## Населення
| 1970  | 1979  | 1989  | 2002  | 2009  | 2010  | 2012  |
| ----- | ----- | ----- | ----- | ----- | ----- | ----- |
| 5116  | ↘4869 | ↘4556 | ↘4097 | ↘3937 | ↘3897 | ↘3784 |
| 2013  | 2014  | 2015  | 2016  | 2017  | 2018  | 2019  |
| ↘3719 | ↘3668 | ↘3627 | ↘3593 | ↘3522 | ↘3460 | ↘3383 |
| 2020  | 2021  |       |       |       |       |       |
| ↘3326 | ↘3323 |       |       |       |       |       |

## Уродженці
- Абдрезаков Алі Касимович - учасник німецько-радянської війни, Герой Радянського Союзу (1944).